# Централнородопска подутина
Централнородопската подутина, също Централнородопска антиклинала или Мадан-Давидковска подутина, е тектонска структура в Родопския масив.

## Граници
Заема територията между поречието на река Арда при Ардино и Рудозем, горните поречия на Чепеларска и Юговска река, южните части на Чернатица, долината на Широколъшка река и долината на река Въча между Девин и Михалково.

## Геология
Представлява добре изразена късноалпийска екстензионна подутина, чието ядро е изградено от метаморфити, засегнати в процеси на анатексис и мигматизация, при които се образуват ортогнайси, слюдени шисти, мрамори, амфиболити.
Куполът е формиран през Олигоцена. Ултраметаморфните явления са причина за образуването на промишлените полиметални находища в района на Ардино, Давидково, Лъки, Мадан, Рудозем.